# Jurkova Voľa
Jurkova Voľa este o comună slovacă, aflată în districtul Svidník din regiunea Prešov. Localitatea se află la altitudinea de 295 m deasupra n.m., se întinde pe o suprafață de 7,41 km2 și în 2017 număra 82 de locuitori.

## Istoric
Localitatea Jurkova Voľa este atestată documentar din 1600.

## Demografie
| An:                | 1994 | 2004    | 2014 | 2024   |
| ------------------ | ---- | ------- | ---- | ------ |
| Număr de persoane: | 88   | 75      | 84   | 77     |
| Diferență:         |      | −14,77% | +12% | −8,33% |

| An:                | 2023 | 2024   |
| ------------------ | ---- | ------ |
| Număr de persoane: | 79   | 77     |
| Diferență:         |      | −2,53% |